# まーな
まーな（1977年〈昭和52年〉1月28日 - ）は、日本のものまねタレント。ホリプロコム所属。

## 略歴・人物
1977年、愛知県岡崎市出身。
歌が大好きな5人姉妹の末っ子。1番上の姉以外の4人でそっくり館キサラのオーディションを受けてものまねを始めたのだが、夜の時間帯の仕事が多いため子育て中の姉たちは辞めてしまい一人で活動中。たまたま、きゃりーぱみゅぱみゅに似ているからとライブに出演していたら定着していき、ものまね業界での仕事が増えていった。叔父は歌手の狩人。孫がいて「ばあば」と呼ばれている。
2019年3月20日、きゃりーぱみゅぱみゅ本人が、まーなが出演しているそっくり館キサラに来店し一緒に写真撮影をして2ショットをInstagramへアップ。2人のそっくり具合はファンからも認められているようで驚きの声が多くあがっていた。
2021年11月6日、ホリプロコムものまね軍団3期生オーディションを受け合格。

## 出演

### テレビ
- ホロプロコムものまね軍団オフィスDEライブ2（千葉テレビ、2022年4月2日 - 不定期放送）[7]

### ラジオ
- Happy Our Party!（JFN、2022年4月5日 - ）[8]
  - 2023年10月5日放送分より、木曜日のバイトリーダー（日替わりパートナー）としてレギュラー出演。2024年9月26日放送分を以てバイトリーダーを卒業し、同年10月以降は「社員」として同番組に不定期で出演する予定[9]。

### 音楽
yonekoレーベルから2021年2月24日シングルリリース
- タイトル「PAN PAN PAPA PAN PAPA PA PAN」[10]